# Kraichgau
Kraichgau je hribovito področje na jugozahodu Nemčije oziroma na severozahodu Baden-Württemberga. 

## Izvor imena
Ime Kraichgau je sestavljanka iz besed Kraich in Gau. Kraich izvira iz imena reke Kraichbach, njen koren pa je keltskega izvora, saj keltski »Creuch« pomeni blato oziroma ilovico. Gau  po drugi strani pomeni čistino, odprt prostor. Kraichgau je bil kot »Creichgowe« prvič omenjen že leta 769, v letu 773 je bil omenjen kot »Chrehgauui«, v letu 778 pa kot »Craichgoia.

## Dežela
Kraichgau na severu meji na Odenwald in Neckar, na jugu na Schwarzwald, na zahodu na Zgornje-rensko nižavje, na vzhodu pa njegovo mejno področje predstavljajo Stromberg, Hardt in Heuchelberg. Največja naselja v Kraichgauvu so Sinsheim, Eppingen, Bad Rappenau in Bretten. Na zahodnem delu Kraichgaua leži mesto Bruchsal, iz katerega vodi pot v Rensko nižavje. Preko Kraichgaua teče reka Kraichbach, po kateri je dežela dobila ime.